# محمد حسين عيسى
الشيخ محمد حسين عيسي (3 يونيه 1937 -	25 يونيو 2021)، أحد رموز وقيادات الاخوان المسلمين في مصر وعضو مجلس شورى جماعة الاخوان المسلمين حيث رأس المكتب الإداري للإخوان المسلمين بالإسكندرية خلفاً لمحمود شكري صاحب دار الدعوة وخلفه الدكتور أسامه نصر الدين، وعضو مجلس الشعب لدورة 1987 م، حصل على ليسانس حقوق جامعة الإسكندرية، ودبلوم اقتصاد وعلوم سياسية، ودبلوم شريعة وقانون، وإجازة في الفقه، ودبلوم معهد الدراسات الإسلامية بمصر، وله 50 مؤلفاً في الفقه والاجتماعيات والتربية والأسرة والدعوة.

## المؤهلات العلمية
1. ليسانس حقوق جامعة الإسكندرية
2. دبلوم اقتصاد
3. دبلوم شريعه
4. إجازة في الفقة
5. دبلوم معهد الدراسات الا سلامية

## المؤلفات
- 50 مؤلف قى الفقة والاجتماعيات والتربية والاسرة والدعوة

مثل :
الاختلافات الفقهية أسبابها وآدابها
فضل العشر من ذي الحجة وأحكام الأضحية
حضور القلب في الصلاة ودفع الخواطر
فضل جزاء الدعاء والذكر
صفات الاخ المسلم (صحيح العبادة)
صفات الاخ المسلم (متين الخلق)
دليل الفَلاح في زكاة التاجر والفلاٌَح
أحكام الحج والعمرة
اللمع في تجلية البدع

## الاعتقالات
- لمدة عام 1981
- محكمة عسكرية لمدة 3 سنوات من عام 1995
- اعتقل سنة 2000 لمدة ثلاثة شهور

## وفاته
توفي محمد حسين يوم 25 يونيو 2021، ونعته جماعة الإخوان المسلمون في بيان لها، جاء فيه: «أنه داعية مجاهد ومربٍّ فاضل رحل عن عمر يناهز 83 عاماً بعد صبر طويل على المرض، وبعد مسيرة امتدت لنصف قرن على طريق الدعوة إلى الله بين صفوف الجماعة وتحت رايتها».